# Jacob Karsseboom
Jacob Karsseboom (1673 - 1727) was een schepen in Amsterdam en bewindhebber van de WIC en de VOC. In 1695 promoveerde hij aan de Universiteit van Harderwijk, gespecialiseerd in botanie en veeteelt. Hij trouwde met Petronella Hoffmeester, afkomstig uit Bengalen en raakte zo via zijn schoonmoeder gelieerd aan de regentenfamilies Huydecoper van Maarsseveen en Hinlopen. Karsseboom had tevens connecties met de stadspensionaris Willem Buys.
In 1717 kocht hij in Jutland 1200 ossen en liet die in 21 schepen naar Holland vervoeren. Op de grazige weiden van West-Friesland werden de beesten binnen enkele weken vet, om vervolgens afgevoerd te worden naar een slachthuis. (Het slachthuis van de VOC was gevestigd op de Kloveniersburgwal, beter bekend als het Bushuis).
Karsseboom verzorgde, evenals zijn concurrent Ferdinand van Collen, de aanvoer van ossen naar Suriname, die onderweg werden aangekocht in Ierland. Over de precieze gang van zaken is niet veel bekend, maar het is duidelijk dat er mogelijkheden lagen tot frauderen en trakteren van vrienden. De veekooplieden verzonden de levende have maar mogelijk ook grote hoeveelheden gekuipt of gezouten vlees. Zoutvlees is een bekend product voor Surinamers.
De compagnie en de sociëteit verstrekte ook levensmiddelen als azijn, boter en olijfolie en gedroogde vis aan haar medewerkers. Het ligt voor de hand dat het hebben van een moestuintje een belangrijk bezit was in Suriname en dat het stelen van een krop sla als een misdaad werd beschouwd.
In 1718 werd Karsseboom directeur van de Sociëteit van Suriname, maar hield het na een jaar gezien. Karsseboom woonde als enige directeur van de Sociëteit op het Damrak en niet tussen de overige directeuren op de Heren- of Keizersgracht. In 1719 erfde hij via zijn vrouw, de stiefdochter van Joan van Oosterwijck het buiten Sluysoort in Maarssen.

## Bron
- Gunning, J.W. (2004) Leeuwenburg en de omringende buitenplaatsen. In: Jaarboekje van het Oudheidkundig Genootschap Niftarlake.[dode link]